# Tomaso de Marchis
Tomaso de Marchis (Roma, 1693- 1759) fou un arquitecte italià.
Nascut a Roma, el 1725 va entrar com a membre de la Congregació dels Virtuosos del Panteó. Quinze anys després va ingressar a l'Acaddemia di San Lucca.
Més endavant, entre 1717 i 1759 va treballar al Tribunale de le Strade, així com al col·legi de Pares Regulars Menors dels Sants Vicenç i Anastasi, com a arquitecte del marquès Camillo Francesco Massimo, arquitecte d'Ancona i de San Silvestro in Capite.
El 1754 va acabar les obres del Palau Mellini.
Altres obres seves de renom són la Villa Barberini del Gianicolo, la restauració de l'interior de la basílica dels Sants Bonifaci i Aleix, Santa Maria del Popolo i el Palau Orsini. Va morir a Roma el 1759.